# Bryum dilatatum
Bryum dilatatum är en bladmossart som beskrevs av E. Jørgensen 1894. Bryum dilatatum ingår i släktet bryummossor, och familjen Bryaceae. Inga underarter finns listade i Catalogue of Life.